# Championnats d'Asie de judo 2015
Navigation
Édition précédente Édition suivante
Les championnats d'Asie de judo 2015, vingt-cinquième édition des championnats d'Asie de judo, ont lieu du 13 au 15 mai 2015 au Koweït.